# Samuel Arnold (Komponist)

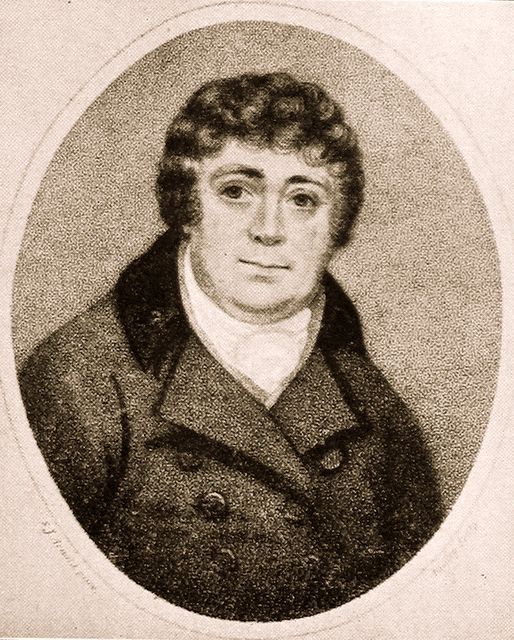
Samuel Arnold

Samuel Arnold (* 10. August 1740 in London; † 22. Oktober 1802 ebenda) war ein englischer Komponist.

## Leben und Werk
Arnold war der Sohn von Thomas Arnold. Durch die Fürsprache der Prinzessinnen Amelia und Sophia erhielt er eine Ausbildung in der Chapel Royal unter Bernard Gates und James Nares. Im Alter von 22 Jahren wurde er von Beard als Komponist am Covent Garden Theatre engagiert, wo er mit Erfolg 1765 seine erste Oper The Maid of the Mill herausbrachte. Am 4. März 1764 wurde er Mitglied der Royal Society of Musicians und vertonte 1767 John Browns (1715–1766) The Cure of Saul: a Sacred Ode (Die Heilung des Saul) in einem Oratorium (1767). Es folgten die Werke Abimelech, Resurrection Und Prodigal Son, die 1768, 1773 und 1777 in Covent Garden und im Haymarket aufgeführt wurden. Er schrieb 43 Opern, Intermezzi und andere Bühnenwerke und komponierte auch geistliche Musik. Die Universität Oxford verlieh ihm 1773 den Grad eines „Doktors der Musik“. 1783 wurde er königlicher Hofkomponist sowie Organist der Chapel Royal, 1789 Direktor der Academy of Ancient Music und 1793 Organist der Westminster Abbey. Einige Jahre später zog er sich bei einem Sturz in seinem Haus in der Duke Street Nr. 22 in Westminster schwere innere Verletzungen zu, die schließlich zu seinem Tod führten. Er wurde am 29. Oktober in der Westminster Abbey beigesetzt. Sein Grab befindet sich im Nordschiff.
Arnold heiratete 1771 Mary Anne, die Tochter von Dr. Archibald Xapier, mit der er einen Sohn und zwei Töchter hatte. Der Sohn wurde später Direktor des Lyceum Theatres. Seite Tochter Caroline Mary starb am 13. Dezember 1795 und wurde ebenfalls in der Westminster Abbey beigesetzt. Die jüngere Tochter Marianne war mit dem Musikkritiker und Dirigenten William Ayrton verheiratet.
Zu Arnolds Kirchenkompositionen gehören sieben Oratorien. In seinem Werk Cathedral Music stellte er eine Sammlung der besten kirchlichen Kompositionen englischer Meister zusammen (1790, vier Bände, die 1847 von Rimbault neu herausgegeben wurden). Auch eine Ausgabe von Händels Werken in 36 Foliobänden besorgte Arnold, die unter den Auspizien des Königs (London 1786 ff.) in prachtvoller Ausstattung erschien.